# Потоцкий, Северин Осипович
Граф Северин Осипович Потоцкий (1762—1829) — российский чиновник (действительный тайный советник, сенатор) из польского рода Потоцких. Первый попечитель Харьковского учебного округа. Младший брат этнографа, писателя и археолога Яна Потоцкого.

## Биография

Герб рода Потоцких

Родился в 1762 году в семье польского коронного кравчего графа Юзефа Потоцкого (ум. 1803, Вена) и графини Анны Терезы Оссолинской и ещё в детском возрасте был отправлен, вместе с братом, Яном Потоцким в Швейцарию, где получил образование в университетах Женевы и Лозанны. По возвращении в 1779 году в Польшу, Потоцкий был принят к королевскому двору. В 1784 году он был пожалован орденом Святого Станислава, а в следующем году породнился со знатным и богатым родом, женившись на княгине Анне Сангушко, урождённой княжне Сапега.
В 1787 году Потоцкий упоминается в числе лиц, представлявшихся императрице Екатерине II во время пребывания её в Киеве. Очевидно, уже тогда явилась у него мысль перейти на службу в Россию, которой симпатизировал его отец (бывший кавалером ордена Святого Андрея Первозванного) и более отдаленные предки. Несмотря на это, он был в числе участников Четырёхлетнего Сейма (1788—1792) депутатом от Брацлавского воеводства (в котором у него было поместье Батог). На сейме Потоцкий, по-видимому, принадлежал к прогрессивной партии, добивавшейся союза с Пруссией; он произносил речи по разным вопросам, делал замечания и упреки разным лицам, почему скоро навлек на себя нерасположение весьма многих. Приблизительно в то же время (кон. 1780-х — нач. 1790-х годов) Потоцкий состоял членом тайного Галицийского комитета, имевшего целью возвращение Галиции Польше.
26 апреля 1791 года он был назначен ротмистром национальной кавалерии коронных войск и получил орден Белого Орла, но неизвестно, принимал ли активное участие в военных действиях. После падения Польши Потоцкий, у которого было несколько поместий в Радинском уезде Седлецкой губернии, вошёл в тесные отношения со своими соседями — Чацким и Чарторыским, проживавшими в Новой Александрии (Пулавах), и, вероятно, под их влиянием, примкнул к партии тех поляков, которые возлагали свои надежды на Россию. В конце царствования императрицы Екатерины II (в 1793 году) он приехал в Петербург, чтобы, подобно многим своим соотечественникам, искать карьеры. Обласканный Императрицей, он близко сошёлся с великим князем Александром Павловичем, и в следующее царствование мы видим его уже камергером, состоящим при Особе Наследника Престола и пользующимся его особенным доверием и любовью. Однако, Потоцкий, открыто высказывавший свои взгляды, противоречившие общему направлению политики в царствование императора Павла I, не мог долго ужиться при Дворе, — и 21 января 1799 года состоялся Высочайший указ об отрешении его от занимаемого поста.

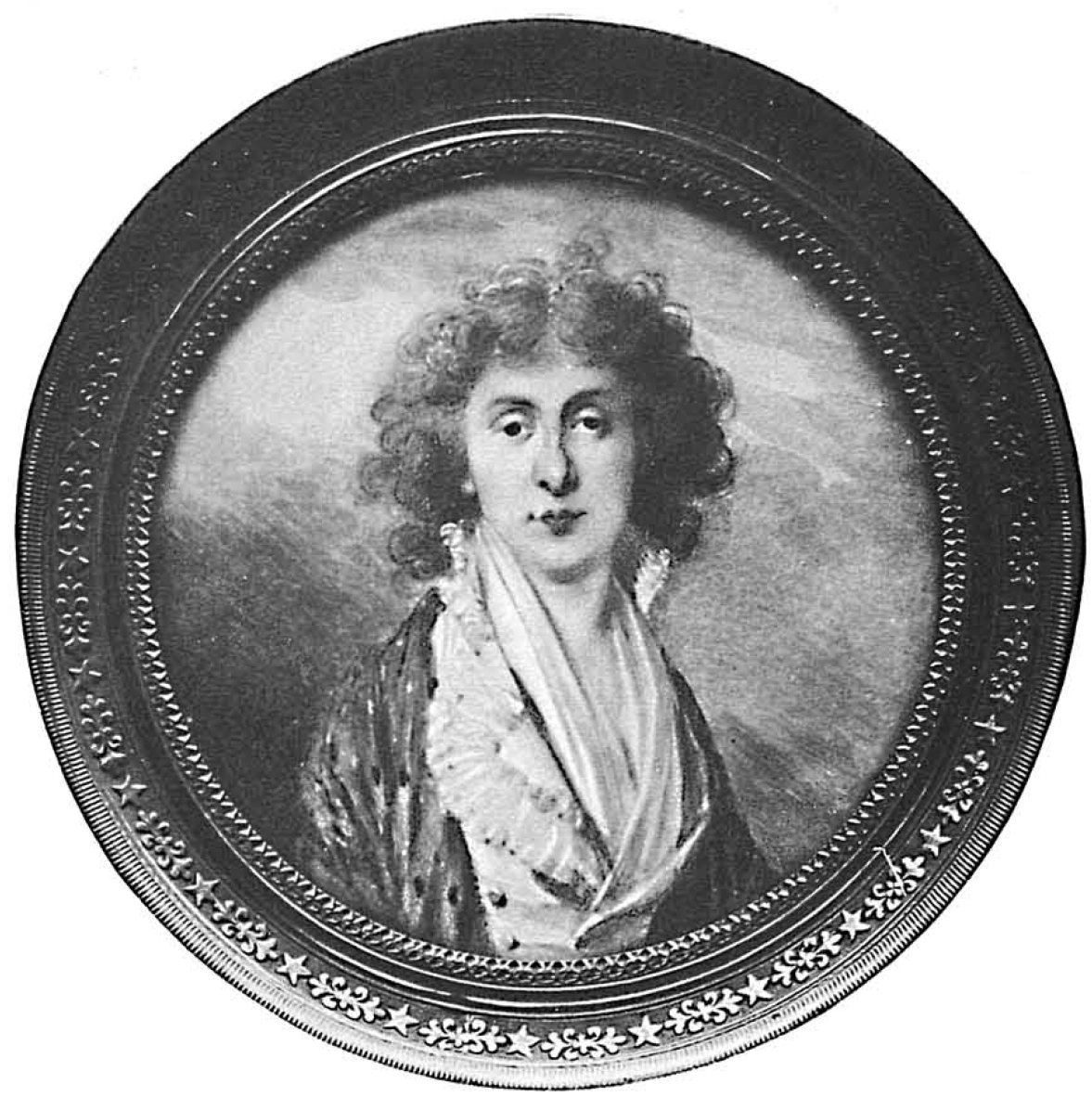
Анна Потоцкая

За то блестящее поприще открылось Потоцкому со вступлением на престол императора Александра I: он был привлечен в интимный кружок молодого государя, причем, подобно другим членам этого кружка, не считал нужным скрывать своих конституционных стремлений.
4 июня 1801 года он был произведён в тайные советники с повелением присутствовать в 3-м департаменте Правительствующего Сената, а 8 сентября 1802 года был назначен членом состоявшей в ведомстве Министерства народного просвещения комиссии об училищах, в которой в то время заседали самые приближенные к Государю лица.
Из поданных графом С. О. Потоцким в Сенат записок особенного интереса заслуживает его «мнение об ответственности судей», в котором он настаивает на принципе свободы судебных мест. Результатом активной деятельности графа Потоцкого в Комиссии об училищах осталось два мнения, поданные им в эту Комиссию: 1) «О необходимости основания в университетах теологического (богословского) факультета», которое не было принято вследствие протеста Святейшего Синода, заявившего, что религиозно-нравственное воспитание народа подведомственно ему, и 2) «О неудобстве учреждения университета в С.-Петербурге». В последнем Потоцкий горячо доказывал все неудобства помещения в столице такого учебного заведения, проводя ту мысль, что большие города не способны быть образовательными центрами. Он указывал на массу соблазнов, которые неминуемо должны отвлечь внимание юноши от наук, на ограниченность подходящего для него общества, на разницу интересов большинства столичной молодежи и студентов. Кроме того, Потоцкий находил, что в Санкт-Петербурге и без университета достаточно учебных заведений, между тем как остальная Россия сильно в них нуждается. (Здесь также нельзя не узнать влияния B. H. Каразина, протестовавшего в своих известных записках императору Александру I против поглощения Петербургом всех средств государства).
Известен факт, что в конце марта 1822 года за обедом у Инзова у Александра Пушкина возник спор с Северином Потоцким по поводу крепостного права. Однако до дуэли не дошло, так как Потоцкий уступил. Во всяком случае, по всему видно, что они были на короткой ноге, и уже в ноябре 1823 года друзья Пушкина обращались к графу по поводу семейных преданий относительно похищения одной из представительниц рода Потоцких (Марии Потоцкой) татарским ханом (сюжетные подробности поэмы «Бахчисарайский фонтан»). Достойные доверия мемуаристы сообщают о том, что Пушкин много общался с польскими шляхтичами в Одессе, и это вполне согласуется с предположением о посещении поэтом сада С. О. Потоцкого — скажем, по случаю пикников либо других развлекательных мероприятий, что было тогда вполне обыденным делом. Литографированный портрет графа когда-то хранился в музее «Старая Одесса» и по реестру 1927 года числился под № 112.
Северин Потоцкий был первым попечителем Харьковского университета и именно ему университет обязан своим профессорским составом. Он также сделал немало щедрых пожертвований для его развития. Потоцкого можно назвать идеальным попечителем университета и его вклад в развитие образования в Харькове огромен.
Потоцкий окончил своё служебное поприще в звании члена Государственного Совета, куда был назначен 17 января 1810 года, и в чине действительного тайного советника, в который был произведён 2 октября 1827 года. В последние годы своей жизни Потоцкий приобрёл на Украине большие поместья и принимал участие в разных торговых и промышленных предприятиях: он основал вблизи Одессы имение Севериновку, купил также Ливадию, впоследствии летнюю резиденцию царского семейства (?). (По другим источникам Ливадия была куплена в 1834 году Львом Потоцким, сыном Северина Потоцкого.)
Умер 3 (15) сентября 1829 года, в Москве. Н. И. Тургенев, знавший Потоцкого до и во время пребывания его за границей, отзывается с большими похвалами об его всестороннем образовании: по его словам, граф читал все, вновь выходившее на всех европейских языках. По его же свидетельству, он находил в Потоцком горячего ходатая за всех, невинно пострадавших, дела которых поступали в Департаменте Духовных и Гражданских дел, в котором тогда служил Тургенев. Особенное участие принимал всегда Потоцкий в своих земляках — поляках. Интересны его взгляды на отношения последних к русским: он говорил, что так как по историческим судьбам поляки вошли в состав русского государства, то они отнюдь не должны избегать сближения с русскими. Поэтому он убеждал своих соотечественников отдавать детей в русские учебные заведения, говоря, что только заводясь в России родственными связями и занимая государственные должности поляки могут сохранить какое-нибудь значение. Потоцкий жил на холостую ногу. Обстоятельство это можно объяснить тем, что жена его, не разделявшая его убеждений, осталась с четырьмя дочерьми в Польше, а ему пришлось жить с одним сыном Львом (впоследствии также членом Государственного Совета).

## Спор с Г. Р. Державиным
В Сенате Потоцкий столкнулся с обер-прокурором Г. Р. Державиным по следующему поводу. В «Указе о вольности дворянства» и в «Жалованной Грамоте» был пункт, по которому дворяне, поступившие на военную службу нижними чинами и не достигшие офицерского звания, не могли выходить в отставку ранее истечения 12-ти лет действительной службы. Закон этот был забыт, почему военный министр Вязмитинов, заметив, что многие из дворян, особенно поляки, едва успев поступить на службу, просятся в отставку, счёл нужным его восстановить и в конце 1802 года вошёл к государю с докладом по этому вопросу. Доклад был утверждён 5 декабря 1802 года и состоявшийся затем указ прочтён в Общем Собрании Сената, не вызвав никаких замечаний, и отослан в Военную Коллегию для исполнения.
Между тем, в одно из следующих заседаний Потоцкий подал в Сенат пространную записку, в которой, опираясь на указ 8 сентября 1802 года, предоставлявший Сенату право заявлять о неудобоприменимости того или иного указа, протестовал против нового закона, как нарушавшего права главного сословия в государстве, и приглашал своих товарищей заявить о неудобоисполнимости его. (Записка эта была редактирована известным В. H. Каразиным, так как сам автор её не владел хорошо русским языком). Державин, получив это мнение Потоцкого, не захотел вносить его на обсуждение в Сенат, о чём и доложил государю, но император Александр сказал: «Что же? Мне не запретить мыслить, как кто хочет!.. Пусть его подаёт!.. Пусть Сенат рассуждает!..» Доложенное по Высочайшему повелению, мнение Потоцкого вызвало в Сенате целую бурю: все сенаторы примкнули к протесту против нового закона, несмотря на все старания Державина, который решился даже применить по этому поводу солнечные часы Петра Великого, по которым он руководил прениями в Сенате, и деревянный молоток, врученный Петром первому Обер-прокурору Сената Ягужинскому, — вещи, со времени Великого Преобразователя лежавшие без употребления.
Оскорбленный Сенат отправил депутацию к государю, который сказал, что скоро последует разъяснение относительно прав Сената и, действительно, 21 марта 1803 года состоялся указ, разъяснявший, что дарованное Сенату право входить с представлениями против того или иного указа не касается вновь издаваемых или подтверждаемых Верховной властью законов и что поэтому сенат не имел основания к своему представлению. Таким образом, победа формально осталась за Державиным, но общее сочувствие было на стороне Потоцкого, как защитника интересов дворянства: в честь его в провинции устраивались бурные овации; в Москве ходила по рукам ода, в которой он сравнивался с князем Яковом Долгоруким, а портреты Вязьмитинова и Державина подвергались оскорблениям.
Державину пришлось столкнуться с Потоцким и по другому вопросу. 9 ноября 1802 года Потоцкий был назначен членом комитета для рассмотрения составленной Державиным записки о выселении части белорусских евреев и других мерах относительно них и, вместе с другими членами комитета, отверг это предложение.

## Попечитель Харьковского университета

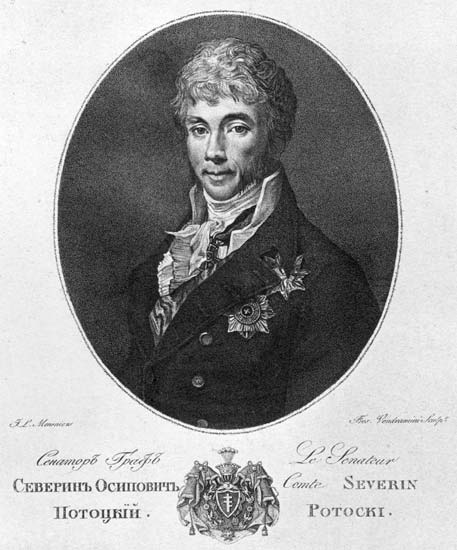
Северин Потоцкий

Из этих записок и других сохранившихся документов видно, что граф С. О. Потоцкий принимал деятельное участие в делах Училищной Комиссии. Между прочим, 4 октября 1802 года ему было предложено министром народного просвещения заняться, совместно с князем Чарторыским, соображением всего, касающегося Виленского университета, причем граф, руководствуясь данными действовавшей в Польше Эдукационной комиссии, внёс в устав несколько существенных изменений. Но главную деятельность проявил Потоцкий, несомненно, в должности попечителя Харьковского учебного округа, которую он занимал с основания учебных округов в России (он был назначен указом 24 января 1803 года) до общего изменения в направлении Министерства народного просвещения в 1817 году, при князе А. Н. Голицыне.
Однако, главное дело этого округа, относящееся к началу его управления, — устройство Харьковского университета — состоялось в его отсутствие, так как тотчас по назначении он был уволен по семейным обстоятельствам в отпуск за границу до марта 1804 года. Впрочем, находясь за границей, Потоцкий занимался вызовом для нового университета профессоров иностранцев и знакомился для этой цели с разными учеными, между прочим, с Гёте, так что всем первоначальным составом своих преподавателей университет был всецело обязан ему. Университет был открыт в 1804 году, причем граф Потоцкий произнес на латинском языке речь о благодетельной цели устройства народного просвещения в России и учреждения университетов. Посылая речь свою министру, Потоцкий писал, что говорил её «по просьбе профессоров и соображаясь с настроением местных жителей»:
Какое зрелище для наблюдателя преобращений, бывающих во всем мире, видеть, наконец, водворение науки в сей стране, бывшей доселе единственно созерцательницею опустошений и сражений.
Во все время своего попечительства Потоцкий всячески старался пробудить в местном населении любовь к просвещению и не оставлял незамеченными ничьих заслуг в этом отношении, в том числе и православного духовенства, что особенно замечательно в католике. Так как было замечено, что в университет поступают люди, недостаточно подготовленные, то он устроил подготовительный класс при Главном харьковском народном училище, в котором профессора Университета читали различные предметы. Много стараний было приложено Потоцким к привлечению питомцев в новый университет; однако, видя незначительность успехов в этом отношении, он обратился к министру народного просвещения с предложением об истребовании из ближайших семинарий лучших учеников по числу назначенных в примерном штате университетов казённых студентов.

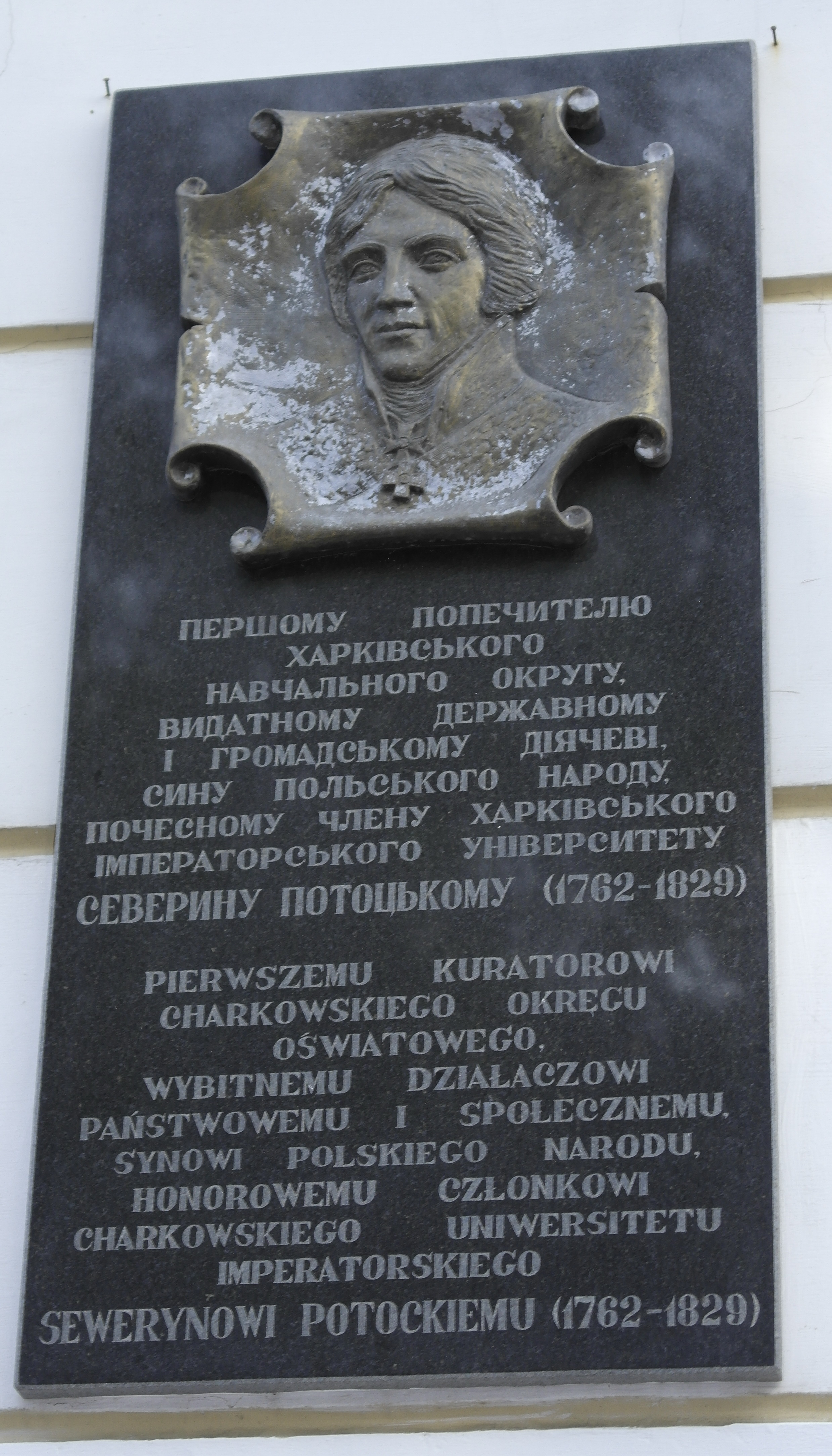
Мемориальная доска С. О. Потоцкому в г. Харьков на стене здания Центральной научной библиотеки им. А. М. Горького на улице Университетской, бывшей университетской библиотеки Харьковского Императорского Университета

К сожалению, плодотворной деятельности Потоцкого мешали его частые и продолжительные отлучки из управляемого им округа: от 1810 до 1815 года он жил почти все время в Польских областях. Вредила также делу просвещения в Харьковском округе недостаточная настойчивость Потоцкого в деле защиты своих помощников и подчиненных. Так, В. Н. Каразин перед самым вступлением графа в отправление своей должности навлек на себя своими хозяйственными распоряжениями неудовольствие министра народного просвещения графа Завадовского, уже раньше относившегося к нему враждебно, и хотя Потоцкий сам сознавал пользу его распоряжений, однако не выступил в защиту своего заместителя, и он был совершенно устранён от дорогого для него дела.
Подобную же уклончивость выказал Потоцкий впоследствии по делу известного профессора Шада, подвергнувшегося преследованию со стороны министерства за преданность новой немецкой философии и за нападки на Наполеона, хотя обвинения, взводимые этим иностранцем на Потоцкого в том, что он был главным виновником его изгнания, не заслуживают доверия. Несправедливы также обвинения Потоцкого в том, что он отдавал явное предпочтение профессорам-иностранцам пред русскими, несмотря на то, что министерство требовало постоянно большего количества русских адъюнктов для того, чтобы они могли с течением времени заместить иностранцев. Наоборот, по словам академика М. И. Сухомлинова, приглашая в Россию иностранных ученых, Потоцкий всего более старался о замещении кафедр природными русскими; и его труды не оставались напрасными. Благодаря его энергии, некоторые кафедры Харьковского университета были заняты лицами, принадлежащими к числу замечательных профессоров русских университетов вообще. Всё, что известно о действиях его по Харьковскому округу, убедительно свидетельствует о важности заслуг его в отношении края, в котором он призван был водворить просвещение. Один из историков русского просвещения говорит, что распространение наук и образованности было истинным призванием графа Потоцкого, делом его души и убеждений. Все отрасли знаний были доступны этому просвещенному вельможе, стоявшему по образованию своему на высоте, которая живительно действовала на юный университет, вверенный его попечению. С неподдельным внутренним участием к делу, он сообщал мысли свои о преподавании латинской словесности и исторических наук и заботился об учреждении минералогического и других кабинетов и собраний, которым делал щедрые пожертвования. Искренняя забота об университете не покидала Потоцкого во все время его попечительства: «где бы он не был, на собрании ли иностранных академиков, на придворном ли бале одной из блестящих европейских столиц или в скромном уголке Украйны, он не пропускал случая приобрести нового деятеля для университета и его округа». В 1805 г . С. О. Потоцкий привез из Санкт-Петербурга электрическую машину, два больших зеркала, секстант Адамса и др для кафедры физики. Также он подарил университету ценную коллекцию редких монет, старожитности и приобрел у ганноверского аптекаря Грунера коллекцию иностранных предметов, собранных профессором Андре, а в 1807 году — зоологическую коллекцию итальянца Четти, которая состояла из кораллов, раковин моллюсков, насекомых, птиц, а также окаменелостей и минералов. В Харьков эти коллекции прибыли 2 апреля 1807 года. Не имея постоянного местопребывания в университетском городе, чего не требовал и устав, граф Потоцкий являлся во главе университета в важнейшие минуты университетской жизни, произносил речи, исполненные достоинства и проникнутые сочувствием к науке и её рассаднику, входил в сношения с местными жителями и много содействовал водворению добрых отношений между университетом и обществом. Свободный от всякого рода предрассудков, чуждаясь сословной исключительности, он чужд был и религиозного фанатизма: вельможа и католик, он посещал дома сельских учителей и был усердным ходатаем о лицах православного духовенства, сколько-нибудь послуживших делу народного образования. «Если бы идеалы были возможны в действительной жизни» — так заканчивает М. И. Сухомлинов свою характеристику Потоцкого, — «его следовало бы назвать идеалом попечительства, как понималось это звание первым уставом русских университетов. Попечительство Потоцкого об университете выразилось именно в тех формах, которые одни, не стесняя и не подавляя университета, содействуют его движению и процветанию. Не вмешиваясь во все нити администрации, не нарушая автономии, без которой университетская жизнь то же, что тело без души, Потоцкий был достойным вождём университета, открывая ему способы к развитию ученой деятельности, и был действительным представителем его в Главном Правлении Училищ».
Заботился также Северин Потоцкий и об учителях. Так, в докладной записке на имя министра просвещения он писал: «…Между тем не могу при сем случае умолчать, что более убеждаюсь я в необходимости поставить учебную часть примером бескорыстия и строгой справедливости, тем более что чувствую себя обязанным обратить вновь начальническое внимание Вашего сиятельства на бедственное положение наших училищных чиновников и особливо учителей приходских и уездных училищ. Нет состояния, которое бы сопряжено было с большими трудами и изнурением душевных сил, как учительское звание, и если рассудить, что оное при всей своей тягости не доставляет им даже самого умеренного содержания, то нельзя без искреннего соболезнования помыслить об участии этих несчастных людей».
В ведении Харьковского учебного округа находились также все учебные заведения юной в те времена Одессы. Северин Потоцкий вместе с герцогом де Ришельё формировали штат первого в городе учебного центра — коммерческой гимназии. Граф способствовал становлению Благородного института (впоследствии Ришельевского лицея), созданию Городского девичьего училища (1817 год). Потоцкий также был членом Государственного совета, с 1801 года — сенатором, одним из основателей Императорского общества сельского хозяйства Южной России (1828 г., Одесса).
Однако, когда в 1817 году князь А. Н. Голицын стал вводить новые порядки, Потоцкий должен был покинуть округ и университет, в жизни которых он оставил неизгладимые следы… Кроме главной деятельности своей Потоцкий за время управления Харьковским округом был назначаем: 31 августа 1809 года членом Комитета для рассмотрения существующего положения о течении почтовой корреспонденции, а 7 марта того же года членом Совета комиссии Составления законов.

## Северин Потоцкий в воспоминаниях Булгарина
Ф. В. Булгарин так описывает графа Потоцкого в своих воспоминаниях:

Северин Осипович Потоцкий (Граф) остался беден после отца своего, лишившегося огромного состояния на спекуляциях. Северин Осипович прибыл в молодых летах в Петербург искать счастия, и нашёл его. Сначала он был камергером, потом сенатором и попечителем Харьковского учебного округа.

Северин Осипович был человек честный и благородный, отличного ума и образования, прилежно занимался всегда делами сенатскими, и возвысил Харьковский Университет своим управлением. За что только он ни брался, исполнял усердно и совестливо. В частной жизни он был весьма оригинален. Он никогда не заводился домом и не принимал гостей, но жил на холостую ногу, в трактире, и вечера проводил в гостях. Лет двадцать сряду прожил он на Екатерининском канале в доме Варварина. В обществе он был приятен и остроумен, но в своем доме капризен и брюзга. Он был любим и уважаем всеми. Северин Осипович был в молодости красавцем, а под старость чрезвычайно худощав, но всегда бодр и свеж.— Булгарин Ф. В. Воспоминания. Часть первая. Глава VI

## Награды и почётные звания
- 1784 год — польский орден Станислава
- 26 апреля 1791 года — польский орден Белого Орла
- 22 сентября 1802 года — орден Владимира 2 степени
- 30 августа 1810 года — орден Александра Невского
- 1802 год — почётный любитель Академии художеств
- 17 декабря 1828 года — почётный член АН в Санкт-Петербурге